# Давід Фоенкінос
Даві́д Фоенкіно́с (фр. David Foenkinos, 28 жовтня 1974, Париж, Франція) — французький письменник, драматург, сценарист і режисер.
Брат кастинг-директора та режисера Стефана Фоенкіноса.

## Біографія
Давід Фоенкінос народився 24 жовтня 1974 року в Парижі. Закінчив Сорбонну, де вивчав філологію. Вчився в паризькій джазовій школі по класу гітари. Сьогодні — один з найпопулярніших французьких романістів.

## Робота в кіно
В 2006 році разом зі своїм братом Стефаном Фоенкіносом Давід зняв короткометражний фільм «Une histoire de pieds», бюджет якого склав €25 000. Хронометраж фільму 13 хвилин.
Пише сценарії для таких французьких режисерів як Седрік Клапіш та Жак Дуйон. 
2010 року зіграв роль батька Барбари у фільмі Ремі Безансона «Сексу багато не буває» (фр. Un heureux événement).
8 листопада 2011 року в прокат вийшов фільм «Ніжність» (фр. La Délicatesse) з Одрі Тоту і Франсуа Дам'єном у головних ролях. Фільм знято за мотивами однойменного роману Давіда Фоенкіноса. Режисерами фільму стали брати Фоенкіноси. Бюджет склав €6 800 000.

## Давід Фоенкінос і Україна
Українською мовою видано роман письменника «Наші розставання» в перекладі Антона Кушніра, роман «Ніжність» у перекладі Ірини Серебрякової, а також роман «До краси» у перекладі Ірини Славінської.
З початку 2000-х письменник неодноразово приїжджав до України з презентаціями своїх романів.
У квітні 2018 року разом з братом Стефаном в рамках Французької весни завітав до України, де особисто презентував український переклад роману «Ніжність».
У липні 2021 року Давід і Стефан Фоенкіноси презентували у Львові в рамках Французької весни фільм «Фантазії для дорослих», що стало світовим допрем'єрним показом фільму.
У 2022 письменник різко засудив повномасштабне вторгнення Росії, а також записав відеозвернення на підтримку України.

#### Романи
- Inversion de l'idiotie: de l'influence de deux Polonais (Gallimard) (2001)
- Entre les oreilles (Gallimard) (2002)
- Le Potentiel érotique de ma femme (Gallimard) (2004)
- En cas de bonheur (Flammarion) (2005)
- Les Cœurs autonomes (Grasset) (2006)
- Qui se souvient de David Foenkinos? (Gallimard) (2007)
- Nos séparations (Gallimard) (2008) / Наші розставання (Нора-Друк, 2013)
- La Délicatesse (Gallimard) (2009) / Ніжність (Видавництво Старого Лева, 2018)
- Lennon (Plon) (2010)
- Les Souvenirs (Gallimard) (2011)
- Je vais mieux (Gallimard) (2013)
- La Tête de l'emploi (Richard), (J'ai Lu) (2014)
- Charlotte (Gallimard) (2014)
- Le Mystère Henri Pick (Gallimard) (2016)
- Vers la beauté (Gallimard) (2018) / До краси (Видавництво Старого Лева, 2019)
- Deux sœurs (Gallimard) (2019)
- La Famille Martin (Gallimard) (2020)
- Numéro deux (Gallimard) (2022)

#### П'єси
- Célibataires (Flammarion) (2008)
- Le Plus Beau Jour (2016)
- 10 ans après (2020) / 10 років потому (2021)
- Amis (2020) / Друзі (2023)

#### Новели
- Bernard (Les éditions du Moteur) (2010)

#### Твори для дітей
- Le petit garçon qui disait toujours non (Albin Michel) (2011)
- Le saule pleureur de bonne humeur (Albin Michel) (2012)

## Фільмографія

#### Режисер
- 2006 - «Історія ніг» (фр. «Une histoire de pieds»)
- 2011 - «Ніжність» (фр. La Délicatesse)
- 2017 - «Заздрісниця» (фр. Jalouse)
- 2021 - «Фантазії для дорослих» (фр. Les Fantasmes)

#### Актор
- 2016 - «Він і Вона» (фр. Monsieur et Madame Adelman)
- 2017 - «Заздрісниця» (фр. Jalouse)

## Нагороди
- 2001: Премія Франсуа Моріака (роман Inversion de l'idiotie: de l'influence de deux Polonais)
- 2004: Премія Роже Нім'є (роман Le Potentiel érotique de ma femme)
- 2007: Prix Jean Giono (роман Qui se souvient de David Foenkinos ?)
- 2014: Кришталевий глобус (роман «Шарлотта»)
- 2014: Премія Ренодо (роман «Шарлотта»)

## Українські переклади
- Давід Фонкінос. Наші розставання. Пер. з франц. Антона Кушніра. – К.: Нора-Друк, 2013. – 184 с. – День Європи. ISBN 978-966-8659-31-7.
- Давід Фоенкінос. Ніжність; пер. з фр. Ірини Серебрякової. — Львів : Видавництво Старого Лева, 2018. — 192 с. ISBN 978-617-679-589-6.
- Давід Фоенкінос. До краси; пер. з фр. Ірини Славінської. — Львів : Видавництво Старого Лева, 2019. — 256 с. ISBN 978-617-679-739-5.